# Vlag van Overpelt
De vlag van Overpelt werd door de gemeenteraad op 24 maart 1981 officieel vastgesteld als de gemeentelijke vlag van de Belgisch Limburgse gemeente Overpelt. Op 2 februari 1982 werd hij door het koninklijk besluit bevestigd en uiteindelijk gepubliceerd op 21 april 1982 en opnieuw op 4 januari 1995 in het officiële Belgisch Staatsblad.
Officieel wordt de vlag beschreven als:
Zeven even hoge banen van geel en van rood, het geel beladen met de zwarte hoofdletters PELT, vertikaal in de as geplaatst.
De vlag is volledig gebaseerd op het gemeentewapen en ziet er dus helemaal hetzelfde uit.
In 2019 is Overpelt samen met Neerpelt opgegaan in de gemeente Pelt. De vlag is daardoor als gemeentevlag komen te vervallen.

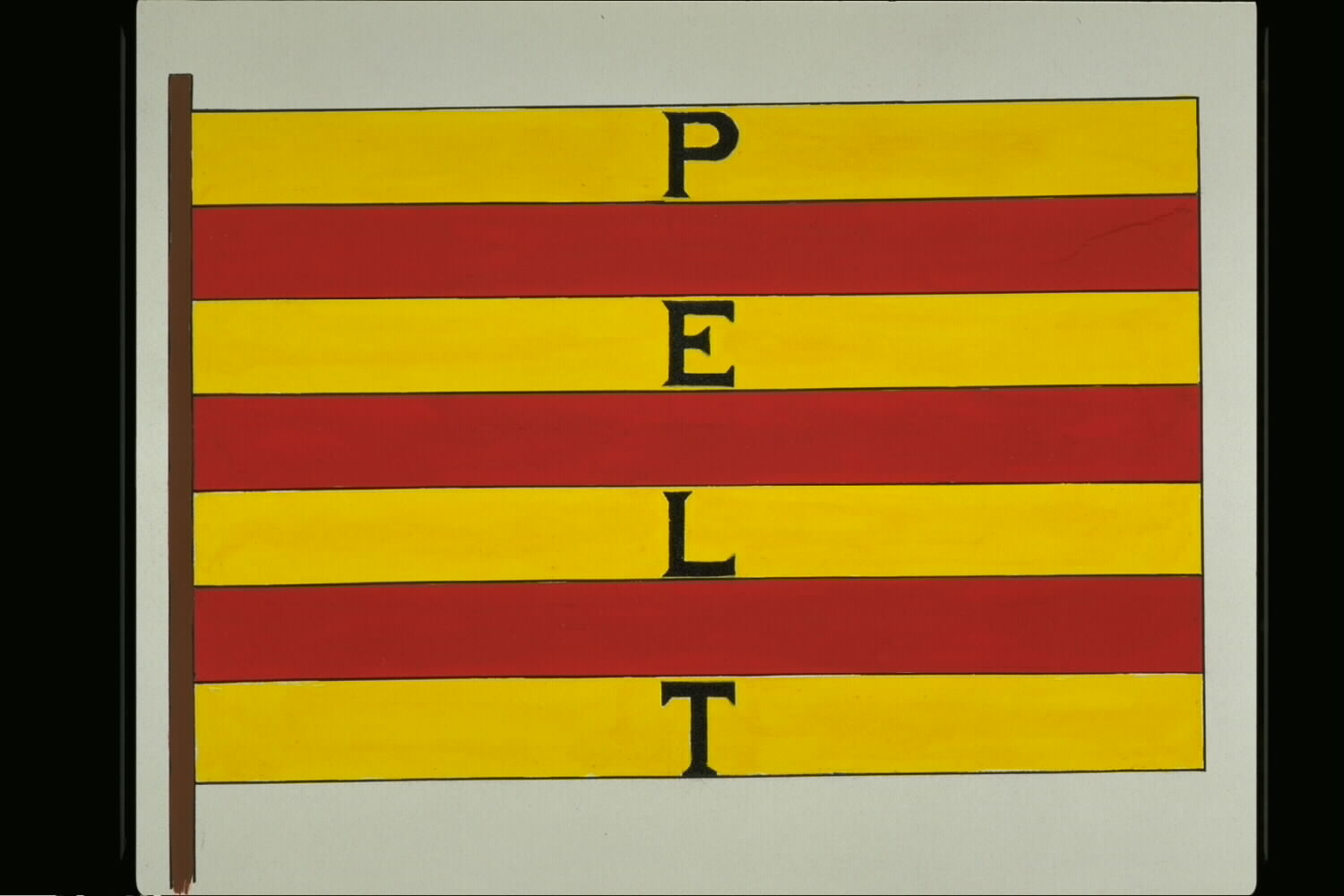
Officiële tekening van de vlag